# ازدواج همجنس در واشینگتن

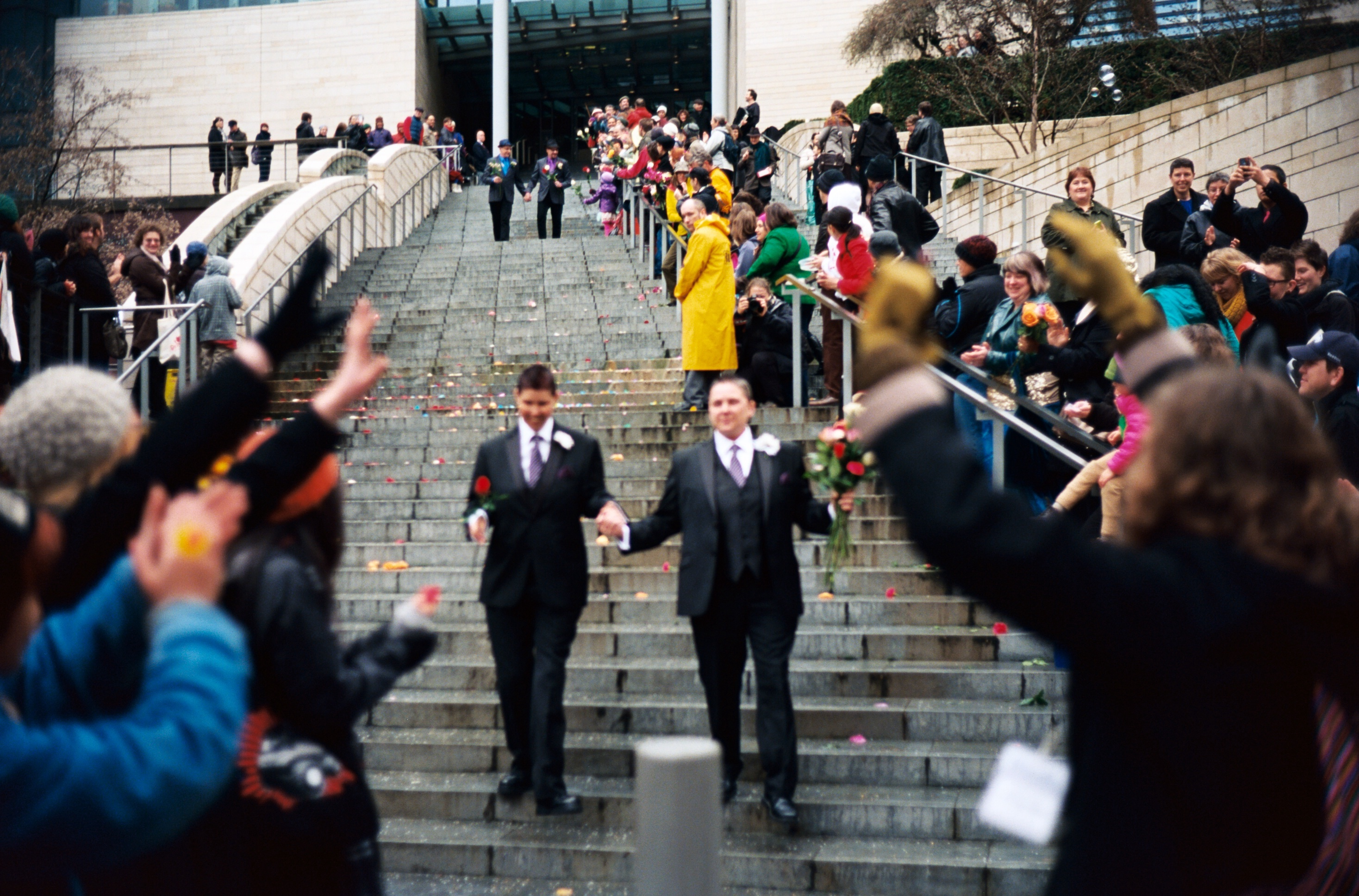
یک زوج همجنسگرا در حال ترک تالار شهر سیاتل در اولین روز ازدواج همجنس گرایان در واشنگتن

ازدواج همجنس‌گرایان در ایالت واشینگتن در ۶ نوامبر ۲۰۱۲ از طریق همه‌پرسی تأیید شد. از ۶ دسامبر ۲۰۱۲ ازدواج زوج‌های همجنس‌گرا در قانون کاملاً یکسان با ازدواج زوج‌های دگرجنس‌گرا برخورد می‌شود.
در ۱۳ فوریه ۲۰۱۲ فرماندار واشینگتن کریس جورجی با امضای قانونی که از دو مجلس قانون‌گذاری ایالت واشینگتن گذشته بود، ازدواج همجنس‌گرایان را قانونی کرد و قرار بود که این قانون از ۷ ژوئن اجرایی شود اما مخالفان با جمع کردن امضا باعث شدند که این قانون جهت عملی‌سازی نیاز به همه‌پرسی در سطح ایالت داشته باشد که ۶ نوامبر ۲۰۱۲ و به نام همه‌پرسی واشینگتن ۷۴ به رای گذاشته‌شد و ۵۲ درصد رای آورد.